# Denny Lodge
Denny Lodge is een civil parish in het bestuurlijke gebied New Forest, in het Engelse graafschap Hampshire met 299 inwoners op 71 km².